# 威廉·路德維希 (安哈特-克滕)
威廉·路德維希（德語：Wilhelm Ludwig，1638年8月3日—1665年4月13日），安哈特-克滕親王，路德維希一世的兒子，1650年至1665年在位。
1663年，威廉·路德維希與安哈特-哈茨格羅德的伊莉莎白·夏洛特結婚，兩人沒有子女。1665年威廉·路德維希去世，由堂兄埃曼努爾繼位。